# 明尼哈哈鎮區 (北達科他州鮑曼縣)
明尼哈哈鎮區（英語：Minnehaha Township）是位於美國北達科他州鮑曼縣的一個鎮區。

## 地方資料
明尼哈哈鎮區的面積為93.28平方千米，當中陸地面積為85.21平方千米，而水域面積為8.07平方千米。根據2010年美國人口普查的數據，當地共有人口24人，而人口密度為每平方千米0.26人。